# Солтън Си
Солтън Си (на английски: Salton Sea) е солено безотточно езеро в югозападната част на САЩ, в южната част на щата Калифорния, с площ 974 km², обем 7,4 km³ и максимална дълбочина 15,5 m.
Езерото Солтън Си е разположено в Долнокалифорнийската долина, на -71,9 m под морското равнище, между планините Санта Роса (на югозапад) и Шоколад (на североизток). Простира се от северозапад на югоизток на протежение от 56 km, а максималната му ширина е 23 km. Бреговете му са ниски, полупустинни. Площта му възлиза на 974 km², която почти не се променя през последните 30 години, но в миналото много често през лятото се е разпадало на отделни водоеми. Образувало се е в резултат на отчленяването на северната част на Калифорнийския залив от наносите внасяни в залива от река Колорадо. Поради почти постоянното опресняване на водата в него солеността му е много ниска и възлиза на 4‰.
Водосборният му басейн обхваща площ от 21 700 km². В него се вливат няколко предимно малки и непостоянни реки, като най-големите са: Ню Ривър (125 km), Уитуотър (87 km), Аламо (84 km), Солт Крийк (42 km), Сан Фелипе Крийк. Освен от тях езерото се подхранва и от изкуствено изградени канали, доставящи вода от река Колорадо и от разположената на юг от него долина Империал. По брега му са разположени три малки курортни градчета: Бомбай Бийч, Дезерт Шорс и Сотън Сити.